# Сербовка

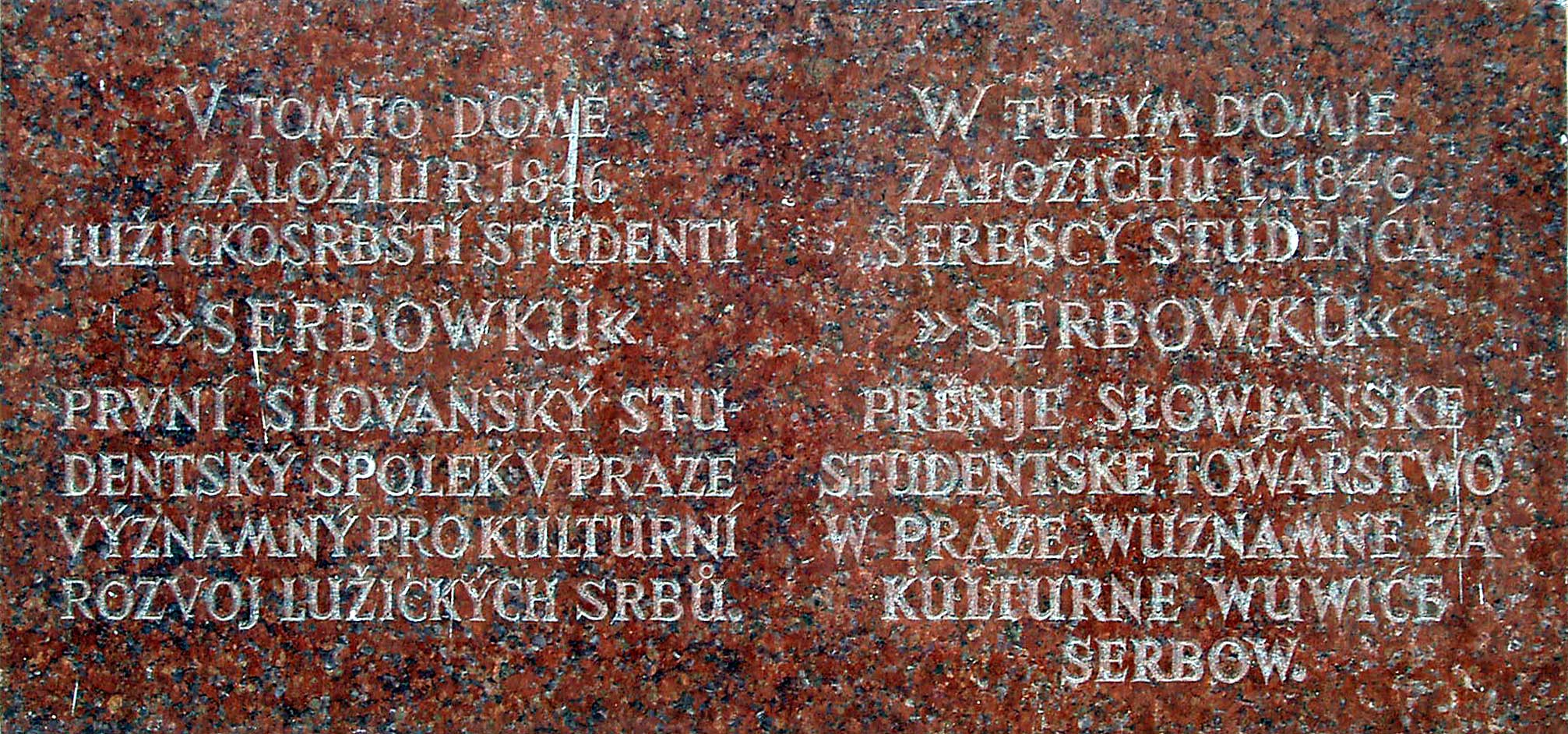
Мемориальная табличка, укреплённая на стене Лужицкой семинарии, Прага, Чехия

Се́рбовка (в.-луж. Serbowka) — наименование лужицкого католического студенческого братства, которое действовало в Праге. Организация была основана 21 октября 1846 года в пражской Лужицкой семинарии. Сербовка была первой лужицкой студенческой организацией, которая возникла за пределами Германии. Основной целью организации было сохранение и продвижение лужицкой культуры и лужицких языков среди студентов, которые обучались в Праге. Организация способствовала консолидации лужичан и их национальной самоидентификации. Студенческое братство сотрудничало с другими славянскими студенческими и образовательными организациями того времени.
Братство издавало собственный литературный журнал «Kwětki» (Цветы), на страницах которого публиковали свои первые литературные опыты будущие известные серболужицкие писатели и поэты Якуб Барт-Чишинский, Миклауш Бедрих-Радлубин, Миклауш Андрицкий, Ян Арношт Голан, Юрий Либш, Юрий Вингер, Ромуальд Домашка и Якуб Лоренц-Залеский.

## Известные члены
- Миклауш Андрицкий (1871—1908) — лужицкий писатель.
- Якуб Бук (1825—1895) — лужицкий писатель;
- Михал Весела (1863—1927) — лужицкий поэт.
- Ян Гейдушка (1915—1944) — лужицкий поэт.
- Михал Горник (1833—1894) — лужицкий писатель;
- Гандрий Дучман (1836—1909) — лужицкий поэт и писатель. Руководил «Сербовкой» с 1858 года по 1860 год;
- Петр Дучман (1839—1907) — лужицкий общественный деятель, врач и фотограф. Основатель серболужицкого театра.
- Миклауш Жур (1821—1887) — серболужицкий писатель, драматург и общественный деятель. Руководил «Сербовкой» 1885—1886 годах.
- Юрий Краль (1864—1945) — лужицкий филолог.
- Юрий Густав Кубаш (1845—1924) — публицист, крестьянский общественный деятель.
- Михал Лешава (1843—1965) — основатель иллюстрированного журнала «Serb».
- Йозеф Новак (1895—1978) — лужицкий поэт.
- Якуб Чишинский (1856—1909) — лужицкий писатель.
- Ян Чесла (1840—1915) — врач, серболужицкий поэт.
- Михал Чох (1851—1922) — лужицкий педагог и поэт.
- Михал Шевчик (1870—1903) — лужицкий писатель, историк и публицист.
- Якуб Шевчик (1867—1935) — лужицкий поэт и общественный деятель.